# Svederník
Svederník es un municipio del distrito de Žilina en la región de Žilina, Eslovaquia, con una población estimada, a finales del año 2020, de 1552 habitantes. 
Se encuentra ubicado al oeste de la región, cerca del curso alto del río Váh (cuenca hidrográfica del Danubio) y de la frontera con la región de Trenčín.

## Demografía
| Año        | 1994 | 2004     | 2014    | 2024     |
| ---------- | ---- | -------- | ------- | -------- |
| Población  | 902  | 1002     | 1048    | 1733     |
| Diferencia |      | +11,08 % | +4,59 % | +65,36 % |

| Año        | 2023 | 2024    |
| ---------- | ---- | ------- |
| Población  | 1702 | 1733    |
| Diferencia |      | +1,82 % |